# Boulder Dash (Spielereihe)
Boulder Dash ist eine Computerspielreihe von Maze-Spielen.

## Spielprinzip
Das Spielgeschehen findet in einer mit Erde, Felsbrocken und Diamanten gefüllten Höhle statt. Diese wird – stark abstrahiert und auch nur ausschnittweise – im Seitenschnitt auf dem Bildschirm dargestellt. Ziel ist es, darin eine vorgegebene Anzahl von Diamanten einzusammeln und den Ausgang zu finden innerhalb eines bestimmten Zeitlimits, das sich bei jedem Level ändert.

## Geschichte und Entwicklung
Anfang der 1980er-Jahre beauftragte der Spielehersteller In-Home Software Peter Liepa mit der Verbesserung eines in BASIC geschriebenen Spiels von Chris Gray. Liepa erweiterte das Spiel dabei um zusätzliche Mechaniken, die im Arcade-Vorbild The Pit nicht enthalten waren. Innerhalb von sechs Monaten entstand so ein von Grays Entwurf weitestgehend unabhängiges Spiel. Grafiken und Toneffekte wurden ebenfalls von Liepa erstellt, so dass der schöpferische Anteil Liepas am Spiel deutlich überwog. Das Spiel erschien im Sommer 1984 zunächst nur für Atari 400, 800 und die XL-Reihe. Nach dem anfänglichen Erfolg auf dem Atari 400/800 wurde Boulder Dash® auch auf anderen Spieleplattformen wie dem Commodore 64, Apple II und IBM PC jr. veröffentlicht und feierte große Erfolge in Europa und Japan sowie in Nordamerika. Bis auf die Version für den IBM PCjr waren Liepa und Gray an deren Umsetzung jedoch nicht beteiligt.
Im Juli 2017 wurden die Rechte an Boulder Dash von First Star Software auf die deutsche Firma BBG Entertainment übertragen.

## Spiele
| Jahr | Titel                         | Entwickler          | Publisher                 |
| ---- | ----------------------------- | ------------------- | ------------------------- |
| 1984 | Boulder Dash                  | First Star Software | First Star Software       |
| 1985 | Boulder Dash II               | First Star Software | First Star Software       |
| 1986 | Boulder Dash III              | American Action     | Prism Leisure Corporation |
| 1986 | Boulder Dash Construction Kit | First Star Software | Databyte                  |
| 1986 | Super Boulder Dash            | First Star Software | Electronic Arts           |

### Boulder Dash II
Boulder Dash II oder Rockford's Revenge war die erste Fortsetzung der Serie. Das allgemeine Spielprinzip der Fortsetzung war dem des Originals sehr ähnlich, enthielt jedoch neue Elemente. So dehnten sich beispielsweise bestimmte Wände horizontal aus, wenn sie ausgegraben wurden, und es wurde blauer Schleim eingeführt, der fallende Steine und Diamanten kurzzeitig verlangsamte, bis sie durch ihn hindurchfielen.

### Boulder Dash III
Ein Boulder-Dash-Klon wurde von American Action, einem schwedischen Unternehmen, entwickelt, der den Namen Boulder Dash III erhielt. In einem Deal gewährte First Star Software American Action eine Lizenz, nachdem sie vorab Lizenzgebühren erhalten hatten. Die Dinge entwickelten sich zum Schlechten, als die von American Action geplante „weltraumtaugliche“ Grafik zu einer Reihe von Fehlern führte, die es unmöglich machten, einige Level zu beenden.

### Boulder Dash - The Construction Kit
First Star Software, Inc. veröffentlichte 1986 Boulder Dash - The Construction Kit mit einem Editor, mit dem Fans ihre eigenen Spiele erstellen können.

### Boulder Dash Arcade
Exidy, ein Betreiber von Spielhallten, veröffentlichte eine Spielautomaten-Variante mit einem Atari 600XL-Computer und dem so genannten Max-A-Flex-System mit Boulder Dash. Dieses System ermöglichte es den Spielhallenbesitzern, einfach die Spielkassette des Computers auszutauschen, anstatt neue kundenspezifische Platinen oder ein komplett neues Gehäuse kaufen zu müssen. Damit war Boulder Dash das erste Heimcomputerspiel, das nach seiner Erstveröffentlichung auf einem Heimcomputer auch in Spielhallen veröffentlicht wurde. Andere Softwarefirmen folgten diesem Beispiel und brachten drei weitere Arcade-Versionen von Boulder Dash heraus. Data East brachte zwei Arcade-Versionen heraus, und die Mastertronic-Abteilung Arcadia Systems gab einen Spielautomaten namens Rockford™ in Auftrag. Die Entwicklung des Spiels wurde von Fernando Herrera geleitet, einem der Mitbegründer von First Star Software. Viele der Höhlen in Rockford wurden von Fernando entworfen. Peter Liepa entwarf auch einige der Höhlen für dieses Spiel.

### Boulder Dash für Nintendo-Konsolen
Data East veröffentlichte Boulder Dash auch auf dem NES (Nintendo Entertainment System) in Japan; JVC veröffentlichte Versionen für NES und Gameboy in Nordamerika und Kemco veröffentlichte eine Version für den Game Boy Advance.

### Boulder Dash – 30th Anniversary
2014 erschien eine neue Version für iOS und Android mit 260 Level, 13 neuen Welten und 10 spielbare Charaktere. 2016 kam dann eine erweiterte Version für PC und Mac. Dies war die erste Fortsetzung seit 1987, die einen Editor enthält.

### Boulder Dash Deluxe
Von BBG Entertainment wurde im September 2021 eine Deluxe-Version für Nintendo Switch, Microsoft Xbox, Steam, Windows Store, Mac App Store und Atari VCS mit 180 neuen Levels veröffentlicht.

### Boulder Dash – 40th Anniversary
Für 2025 ist eine neue Version von Boulder Dash angekündigt.